# 託法寺 (杉並区)
託法寺（たくほうじ）は、東京都杉並区にある真宗大谷派の寺院。

## 概要
1634年（寛永11年）、浄円によって開山された。元々は江戸四ッ谷永住町（現・東京都新宿区四谷）に位置していた。
1922年（大正11年）、近くの浄土宗寺院の栖岸院から土地千坪を購入して、現在地に移転した。関東大震災後に当地域に移転した浄土真宗系寺院が多い中、震災前に移転した最も早い移転という。1945年（昭和20年）の空襲で罹災したが、1954年（昭和29年）に復興を果たした。

## 交通アクセス
- 下高井戸駅より徒歩6分。